# Linda Keijzer
Linda Keijzer (Voorschoten, 26 februari 1967) is een Nederlandse zakenvrouw die onder meer CEO van Xenos, Ziengs en DA was.

## Jeugd
Keijzer groeide op boven haar ouders' horecagroothandel in Den Haag. Zij was de jongste in het gezin en heeft een twee jaar oudere broer. Haar jeugd typeert zij zelf als een gelukkige, hoewel haar ouders veel aan het werk waren. Desondanks waren zij - ook door de situering van hun huis - altijd bereikbaar voor Keijzer.

## Werkzaamheden
Keijzer begon haar managementloopbaan met werkzaamheden als commerciële directeur bij Gall & Gall, in 2001. Al snel volgden vergelijkbare functies bij A.S. Watson Group, Praxis en de ANWB. In 2013 trad Keijzer aan als CEO van DA. Hier kreeg ze spoedig de reputatie niet van halve maatregelen te houden. Ze wilde een nieuw concept doorvoeren in de drogisterij, die voor een groot deel bestond uit franchisenemers. Zij zouden door de nieuwe plannen flink moeten investeren en werden verplicht het nieuwe concept te volgen. 52 Van de winkeliers stapten hierop - na tussenkomst van de rechter - uit het collectief. Toen Keijzer twee jaar later haar vertrek naar Ziengs aankondigde, was het nieuwe concept in dertig winkels ingevoerd.
Na nog geen jaar vertrok Keijzer weer bij Ziengs en trad aan als CEO bij Xenos, dat op dat moment een weinig winstgevend bedrijf was en eerder verlies dan winst draaide. Keijzer beschreef de situatie zelf als een 'puinhoop'. Xenos had geen managementteam, had veel processen nog niet gedigitaliseerd en leek niet echt te weten waar het merk voor stond. Vooral in dit laatste maakte het bedrijf onder Keijzer een grote ommezwaai; zij besloot het bedrijf te profileren als natuurpositief, wat zij typeerde als een netto opbrengst voor de natuur. Opvallend aan haar aanpak was dat zij voor deze ommekeer eerst in haar eigen bedrijf undercover was gegaan om meer te weten te komen en input van de medewerkers te krijgen. Vanaf 2021 begon Xenos weer winst te maken. In 2024 stapte Keijzer over naar de Homefashion Group, het moederconcern van onder meer Leen Bakker en Kwantum. In 2022 had de groep een verlies gedraaid van 25 miljoen euro.